# Спаситель мира (Леонардо да Винчи)
«Спаситель мира» (лат. Salvator Mundi) — картина из частных собраний королевского дома Саудитов, полностью либо частично атрибутируемая как произведение итальянского художника и учёного Высокого Возрождения Леонардо да Винчи, различными исследователями датируемая в пределах 1499—1510 годов. На картине, принадлежащей к иконографическому типу «Спаситель мира», Иисус Христос изображён в характерных для ренессансной эпохи синих одеждах; правой рукой он совершает крестное знамение, а левой — держит прозрачную сферу, символизирующую мироздание. Известно около 30 копий и вариаций этого сюжета, написанных учениками и последователями Леонардо; атрибутируемые Леонардо эскизы одежд, связываемые с полотном, являются собственностью британской короны и хранятся в Виндзорском замке.
Долгое время считавшаяся сильно изменённой позднейшими наслоениями копией с утраченного оригинала, картина была обнаружена, отреставрирована и представлена в 2011 году на выставке произведений Леонардо в Лондонской национальной галерее. В ноябре 2017 года она была приобретена на аукционе «Кристис» принцем Саудовской Аравии Бадром бен Абдуллой за $400 млн (450 млн с учётом комиссии), став самым дорогим произведением искусства в истории. По сделанному после аукциона заявлению картина была признана подлинной работой большинством опрошенных экспертов, однако данная атрибуция была оспорена рядом других специалистов, некоторыми из которых авторство Леонардо признаётся лишь частично.

## Парижская версия
На протяжении десятилетий маркиз де Гане пытался убедить музейное сообщество в первичности того «Спасителя», который украшал его особняк в Париже. По версии де Гане, один из прежних владельцев картины, барон де Ларанти, приобрёл её в XIX веке из монастыря в Нанте, куда завещала передать работу вдова Людовика XII.
В 1982 году картина участвовала в выставке работ мастера в его родном городе Винчи; эту выставку курировал Карло Педретти, опытный специалист по атрибуции леонардесков. Несмотря на все усилия, маркизу не удалось доказать принадлежность парижского «Спасителя» кисти Леонардо. В большинстве современных каталогов он приписывается Франческо Мельци или Марко д’Оджоно.
В 1999 году картина была продана на аукционе «Сотбис» за 332 000 долларов.

## Нью-йоркская версия
Известна также гравюра середины XVII века, выполненная Вацлавом Холларом, вероятно, по заказу английской королевы Генриетты Марии. Если гравюра сделана с оригинала Леонардо, то можно сделать вывод, что в то время картина принадлежала Стюартам. Возможно, именно эта работа поступила в 1688 году в собрание герцога Бекингема. Во всяком случае, в 1763 году его потомки продали её на аукционе как работу Леонардо, после чего след картины затерялся.
В конце 2011 году Лондонская Национальная галерея объявила о том, что на предстоящей выставке работ Леонардо вместе с его достоверными произведениями миланского периода, привезёнными в Лондон со всей Европы, будет выставлен и «Спаситель мира» из частной коллекции в Нью-Йорке. В 1900 году его приобрёл как работу миланской школы один из богатейших людей викторианской Англии, баронет Фредерик Кук, владелец роскошного дворца Монсеррат в Синтре. В его доме висели работы Филиппо Липпи, фра Анджелико, Хуберта ван Эйка, Диего Веласкеса и Рембрандта.

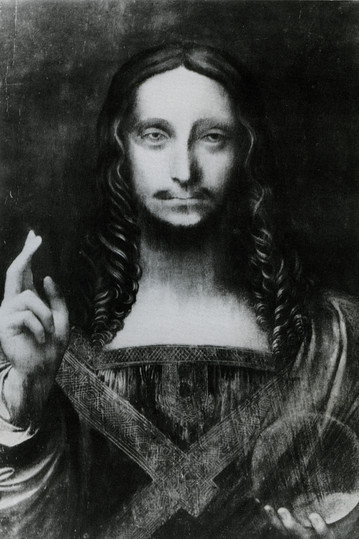
Репродукция из каталога коллекции Кука, 1913. Картина до реставрации

«Спаситель мира» из коллекции Кука был искажён позднейшими записями и исправлениями: в эпоху Контрреформации к безбородому и до странного женственному лицу Спасителя пририсовали традиционные усы и бородку. В таком виде атрибутировать картину было настолько затруднительно, что в 1958 году наследники Кука смогли реализовать её на аукционе «Сотбис» только за 45 фунтов.
В 2004 году на неназванном аукционе эта работа была приобретена (за чуть менее $ 10 000) Робертом Саймоном, специалистом по старым мастерам, и группой арт-дилеров. Затем произведение было отправлено на реставрацию, в ходе которой его удалось расчистить от записей. Специалистов особенно впечатлило обнаружение пентименто — следов исправления положения большого пальца правой руки Христа, выполненного первоначальным художником. (Наличие значимых отклонений от изначального замысла свидетельствует об оригинальности произведения). Детали реставрации, которой руководила Диана Дуайер-Модестини (Dianne Dwyer Modestini), не раскрываются.
Преображённый реставраторами «Спаситель» проходил экспертизу в нескольких музеях Европы и США. Из них только лондонский после консультаций с крупнейшими экспертами рискнул признать авторство Леонардо. Полотно было впервые представлено публике на беспрецедентно полной выставке «Леонардо да Винчи: придворный живописец в Милане», которая открылась в Лондоне 9 ноября 2011 года
В качестве аргументов за атрибуцию полотна гению Ренессанса обращалось внимание на высокое мастерство исполнения стеклянной державы и как бы светящейся длани Христа, воздушную лёгкость голубых одеяний, использование сфумато, сходство рисунка с эскизами из Виндзорского замка и полное соответствие пигментов нью-йоркского «Спасителя» и лондонской «Мадонны в скалах». Противники атрибуции (включая Карло Педретти) подчёркивали безыскусственность иератичной позы Христа (которая вполне традиционна и имеет мало общего с динамической сложностью композиции зрелых работ Леонардо), переосвещённость десницы в сравнении с остальными деталями, а также некорректность отображения прозрачной сферы, символизирующей мироздание (что более чем странно для такого специалиста по оптике, каким был Леонардо да Винчи).
Атрибуция нью-йоркского полотна Леонардо получила широкое признание среди специалистов по творчеству художника, так что летом 2011 года его рыночная стоимость оценивалась в $200 млн. В 2012 году попытку приобрести картину предпринял Музей искусств Далласа. Год спустя у арт-дилера Ива Бувье за 127,5 млн долларов полотно купил российский миллиардер Дмитрий Рыболовлев. Самому Бувье картина обошлась почти в два раза дешевле.

### Продажа в 2017 году
В 2015 году в Монако разразился скандал вокруг обвинений в мошенничестве, выдвинутых Рыболовлевым против Бувье. На фоне утверждений прессы, что арест Бувье был организован по наущению Рыболовлева министром юстиции Нармино, последний был вынужден уйти в отставку. Чтобы компенсировать убытки, нанесённые махинациями Бувье семейству Рыболовлевых, осенью 2017 года картина «Спаситель мира» была выставлена на продажу. Ввиду плачевного состояния оригинального красочного слоя стартовая цена лота оценивалась всего в 100 млн долларов.
В преддверии торгов аукционный дом «Кристис» развил беспрецедентную активность, позиционируя лот как последнее живописное произведение Леонардо, оставшееся в частных руках. На Youtube были размещены ролики, где картину разглядывают такие знаменитости, как Леонардо ди Каприо, Дженнифер Лопес и Патти Смит. Чтобы увидеть полотно на предпродажном показе в Нью-Йорке, нужно было отстоять часовую очередь. С целью привлечь внимание наиболее обеспеченной публики произведение было перенесено из секции старых мастеров в секцию современного искусства, чего раньше также не случалось.
На нью-йоркских торгах 15 ноября шаг аукциона составлял беспрецедентные $30–40 млн. В итоге картина была продана за 400 млн долларов (450 млн с учётом комиссии аукциона), став самым дорогим в мировой истории произведением искусства. Это вызвало разноречивые отклики среди специалистов: так, Джейсон Фараго из The New York Times характеризовал «Спасителя мира» как довольно заурядное для Высокого Возрождения произведение, не открывающее новых художественных горизонтов. Как выяснила газета The New York Times, картину купил наследный принц Саудовской Аравии. Предполагалось, что она будет экспонироваться в новом музее «Лувр Абу-Даби».

### Пропажа в 2019 году и последующие события
В марте 2019 года газета The New York Times сообщила о пропаже картины из филиала парижского музея Лувр в столице Объединенных Арабских Эмиратов Абу-Даби. До того, в сентябре 2018 года, «Лувр Абу-Даби» отменил презентацию картины «без объяснения причин».
В июне 2019 года в СМИ было заявлено, что картина хранится на яхте наследного принца Саудовской Аравии Мухаммеда бен Сальмана Аль Сауда. Картина будет находиться на яхте до тех пор, пока власти Саудовской Аравии не построят культурный центр в регионе Эль-Ула в провинции Эль-Мадина, где, предположительно, она будет экспонироваться.
В апреле 2021 года появилась информация, что по итогам обширной научной экспертизы картины, да Винчи «только способствовал» работе, и её подлинность не может быть подтверждена.